# Max Birnstiel
Max L. Birnstiel (* 12. Juli 1933 in Bahia, Brasilien; † 15. November 2014 in Männedorf bei Zürich) war ein Schweizer Molekularbiologe und Gründungsdirektor des Wiener Institute of Molecular Pathology (IMP).

## Leben
Max L. Birnstiel besuchte von 1945 bis 1951 die Kantonsschule in Zürich. Von 1952 bis 1959 studierte er physikalische Chemie und Botanik an der ETH Zürich, wo er mit seiner Dissertation zum Thema Über das Redoxpotential lebender und absterbender Pflanzengewebe (Tabakverbräunung) promoviert wurde.
Von 1960 bis 1963 arbeitete er als Post-Doktorand an der Abteilung für Biologie des California Institute of Technology in Pasadena (Kalifornien) (USA) bei James Bonner. Ab 1963 war er Vortragender (Lecturer) an der University of Edinburgh, 1972 wechselte er an das Institut für Molekularbiologie der Universität Zürich, wo er bis 1986 Professor und Institutsvorstand war.
Von 1986 bis 1996 war er Direktor des neu gegründeten Wiener Institute of Molecular Pathology (IMP).
1997 gründete er mit Kollegen die Intercell AG als Ausgründung des IMP, wo er bis 2002 tätig war. 2017 wurde die Max Birnstiel Stiftung gegründet, die sich der Förderung des wissenschaftlichen Nachwuchses in der Molekularbiologie widmet. Gemeinsam mit dem IMP etablierte die Stiftung 2019 den „Birnstiel Award“ für Doktoranden in molekularen Lebenswissenschaften.

## Auszeichnungen
- 1977: Dr. rer. nat. h. c., Universität Freiburg, Schweiz
- 1978: Dr. phil. h. c., Universität Lund, Schweden
- 1979: Otto Naegeli-Preis, Schweiz
- 1983: Mitglied der National Academy of Sciences
- 1986: Prof. h. c. phil., Universität Zürich
- 1987: Prof. h. c. (Molekularbiologie), Universität Wien
- 1987: Mitglied der Leopoldina[10]
- 1989: Goldenes Ehrenzeichen für Verdienste um das Land Wien
- 1991: Dr. rer. nat. h. c., University of Guelph, Kanada
- 1994: Wilhelm-Exner-Medaille
- 1996: Dr. h. c., University of Edinburgh, Schottland
- 1996: Großes Silbernes Ehrenzeichen der Republik Österreich[11][12]
- 1997: Dr. h. c., Engelhardt-Institut für Molekularbiologie, Moskau

## Veröffentlichungen
- mit M. I. Chipchase und B. B. Hyde: The nucleolus, a source of ribosomes. In: Biochim Biophys Acta. 76, 1963, S. 454–462.
- mit W. Schaffner, K. Gross und J. Telford: Molecular analysis of the histone gene cluster of Psammechinus miliaris: II. The arrangement of the five histone-coding and spacer sequences. In: Cell. 8, 1976, S. 471–478.
- mit E. Jacob und G. Malacinski: Reiteration frequency of the histone genes in the genome of the amphibian Xenopus laevis. In: Eur J Biochem. 69, 1976, S. 45–54.
- mit W. Schaffner, G. Kunz, H. Daetwyler, J. Telford und H. O. Smith: Genes and spacers of cloned sea urchin histone DNA analyzed by sequencing. In: Cell. 14, 1978, S. 655–671.
- mit R. Grosschedl, B. Wasylyk und P. Chambon: Point mutation in the TATA box curtails expression of sea urchin H2A histone gene in vivo. In: Nature. 294 (5837), 1981, S. 178–180.
- mit R. Grosschedl: Delimitation of far upstream sequences required for maximal in vitro transcription of an H2A histone gene. In: Proc Natl Acad Sci USA. 79, 1982, S. 297–301.
- Sea urchin histone genes: the beginning and end of the message. In: Philos Trans R Soc Lond B Biol Sci. 307 (1132), 1984, S. 293–295.
- Gene isolation is 25 years old this month. In: Trends Genet. 6, 1990, S. 380–381.
- mit K. Zatloukal, W. Schmidt, M. Cotten, E. Wagner mit G. Stingl: Somatic gene therapy for cancer: the utility of transferrinfection in generating 'tumor vaccines'. In: Gene. 135, 1993, S. 199–207.
- mit W. Schmidt, M. Buschle, W. Zauner, H. Kirlappos, K. Mechtler und B. Trska: Cell-free tumor antigen peptide-based cancer vaccines. In: Proc Natl Acad Sci USA. 94, 1997, S. 3262–3267.
- Moving from Zurich to Vienna – up or down? In: Biol Chem. 380, 1999, S. 111–112.
- The dawn of gene isolation. In: Gene. 300, 2002, S. 3–11.